# Мцамуду
Мцамуду (фр. M'tsamoudou) — деревня в заморском департаменте Франции Майотта. Является одной из деревень образующих коммуну Бандреле на юго-восточной части острова Майотта.

## Описание
Деревня Мцамуду расположена на юго-восточной части побережья Майотты, к северо-востоку от деревни Дапани. В деревне есть отель и большой пляж. Мэром деревни на 2017 год являлся Мусса Мади.

## Галерея

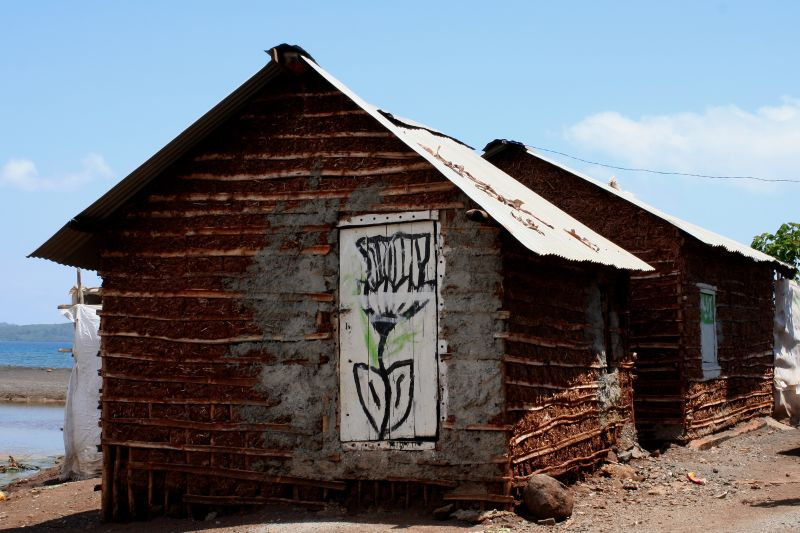
Дом в деревне Мцамуду
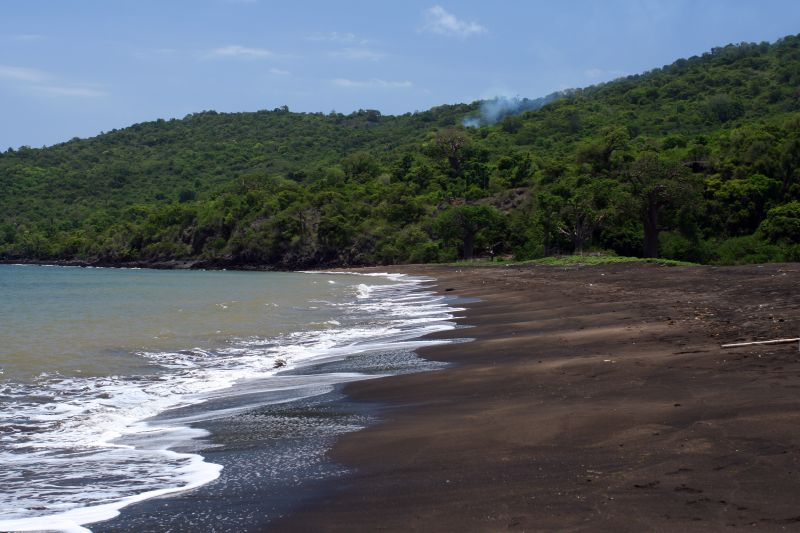
Пляж деревни Мцамуду